# FTL: Faster Than Light
FTL: Faster Than Light (укр. Швидше за світло; Надсвітловий) — відеогра жанру стратегії в реальному часі з елементами roguelike і симулятора космічного корабля, створена незалежною компанією розробників «Subset Games» у 2012 році. Існують версії для Microsoft Windows, Mac OS X, Linux та iOS.
3 квітня 2014 року вийшло оновлене видання під назвою FTL: Advanced Edition, яке додало нові кораблі, корабельні системи, події та вдосконалило ігровий процес.

## Ігровий процес
У процесі гри гравець керує діями екіпажу космічного корабля, що має доставити важливу інформацію до флоту союзників, уникнувши переслідування з боку переважних сил ворожого космічного флоту. Корабель має подолати кілька секторів космічного простору, кожен з яких містить певну кількість зоряних систем та ігрових подій, генерованих у стилі, притаманному roguelike-іграм. Під час подорожі гравцеві доводиться зіткнутись з різноманітними ворожими, дружніми або нейтральними силами, рекрутувати нових членів команди, докуповувати чи в інший спосіб здобувати нові види обладнання та зброї для корабля, вдосконалювати корабельні системи тощо.

### Кораблі
Гравцеві доступні 9 видів кораблів, які відрізняються стилями ігрового процесу. Спочатку доступний тільки корабель типу «Кестрел», решта кораблів розкриваються за допомогою спеціальних квестів і подій. Кораблі можна оновлювати за допомогою додаткових систем і вдосконалень, доступних у торговців. Екіпаж будь-якого з кораблів може мати екіпаж максимум з восьми осіб.
- Крейсер «Кестрел» — старий корабель, оснащений ракетами та середніми щитами.
- Стелс-крейсер — рухливий корабель, у стартовій комплектації оснащений маскувальним пристроєм, але позбавлений щитів.
- Крейсер Мантісів — оснащений телепортами, що дозволяють брати ворожі кораблі на абордаж.
- Крейсер Інджів — корабель, спеціалізований на Дронах та іонній зброї.
- Крейсер Федерації — збільшена і посилена версія «Кестрела». Корабель доповнено артилерійським променем.
- Крейсер Слизунів — має здатність до автоматичного ремонту корпусу.
- Крейсер Рокменів — має високий захист.
- Крейсер Золтанів — корабель з потужним щитом, який перезаряджається тільки з кожним новим стрибком.
- Секретний крейсер

### Бої
Гравець не може безпосередньо управляти своїм кораблем, але йому доступне управління окремими системами й зброєю. Команду корабля, розташовану в різних відсіках, можна направляти для стрільби, ремонту та комплектування систем. Бої відбуваються в реальному часі з можливістю поставити паузу.

### Команда
Протягом гри зустрічаються 8 іншопланетних рас, кожна з яких володіє різними характеристиками і можливостями. Кожен корабель починає з екіпажем, який складається з представників відповідної раси. Представників інших рас можна знайти під час зустрічей або найняти на торгових постах.
Корабельна команда управляє різними системами, забезпечуючи додаткові бонуси для систем і ремонтує несправності. При цьому уміння персонажа в конкретній справі (пілотування, керування зброєю, щитами, двигунами, ремонт і бій) поступово зростає. Члени команди можуть вмирати і повернути їх вже неможливо. Персонажів з малим запасом здоров'я можна вилікувати.

### Раси
- Люди (англ. Human) — не володіють особливими здібностями, але швидше за інших освоюють навички. Найдешевші для найняття. Єдина з рас, у якій показані дві статі.
- Інджі (англ. Engi) — хороші інженери, які мають подвоєну швидкість лагодження і вдвічі меншу силу в бою, у порівнянні з людьми.
- Мантіси (англ. Mantis) — хороші воїни, мають подвійну силу, швидкість пересування на 20 % більша, ремонт здійснюють вдвічі довше.
- Рокмени (англ. Rockman) — мають імунітет до вогню, швидкість пересування вдвічі менша, здоров'я наполовину більше за людське. Довше за інших затримують дихання.
- Слизуни (англ. Slug) — завдяки телепатії розпізнають форми життя на своєму і ворожих кораблях без допомоги сенсорів.
- Золтани (англ. Zoltan) — дають додаткову енергію у відсіку, здоров'я наполовину менше за людське. Їхню енергію неможливо заблокувати.
- Кристаліни (англ. Crystalline) — предки Рокменів. Швидші за нащадків, але мають менше здоров'я. Здатні заблокувати відсік, в якому знаходяться.
- Ланіуси (англ. Lanius) — металічна форма життя, яка харчується металом і не потребує кисню, але при цьому зменшує його рівень у відсіку, де знаходиться. Були додані в FTL: Advanced Edition.

## Оцінка й відгуки
| Агрегатор  | Оцінка                 |
| ---------- | ---------------------- |
| Metacritic | PC: 84/100 iOS: 88/100 |

| Видання        | Оцінка      |
| -------------- | ----------- |
| Eurogamer      | 8/10        |
| GameSpot       | 8/10        |
| GameSpy        | 4.5/5 зірок |
| IGN            | 9.6/10      |
| PC Gamer (США) | 89          |

Присвячена комп'ютерним іграм преса позитивно сприйняла FTL, відзначивши захопливий ігровий процес, сетинг та загальне враження від гри; також гра отримала кілька призів на ігрових конкурсах, зокрема за ігровий дизайн та звукову доріжку.

### Нагороди
| Рік  | Видання  | Категорія                   | Результат |
| ---- | -------- | --------------------------- | --------- |
| 2012 | IGN      | Гра року (2012)             | Номінація |
| 2012 | PC Gamer | Краща мала гра (2012)       | Перемога  |
| 2013 | IGF      | Досконалий дизайн           | Перемога  |
| 2013 | GDCA     | Кращий дебют (Subset Games) | Перемога  |